# ناتالیا سیپچنکو
ناتالیا سیپچنکو (به انگلیسی: Natalya Sipchenko) (زادهٔ ۱۹۴۷) شناگر اهل شوروی است.